# Schneppenbach (Schöllkrippen)

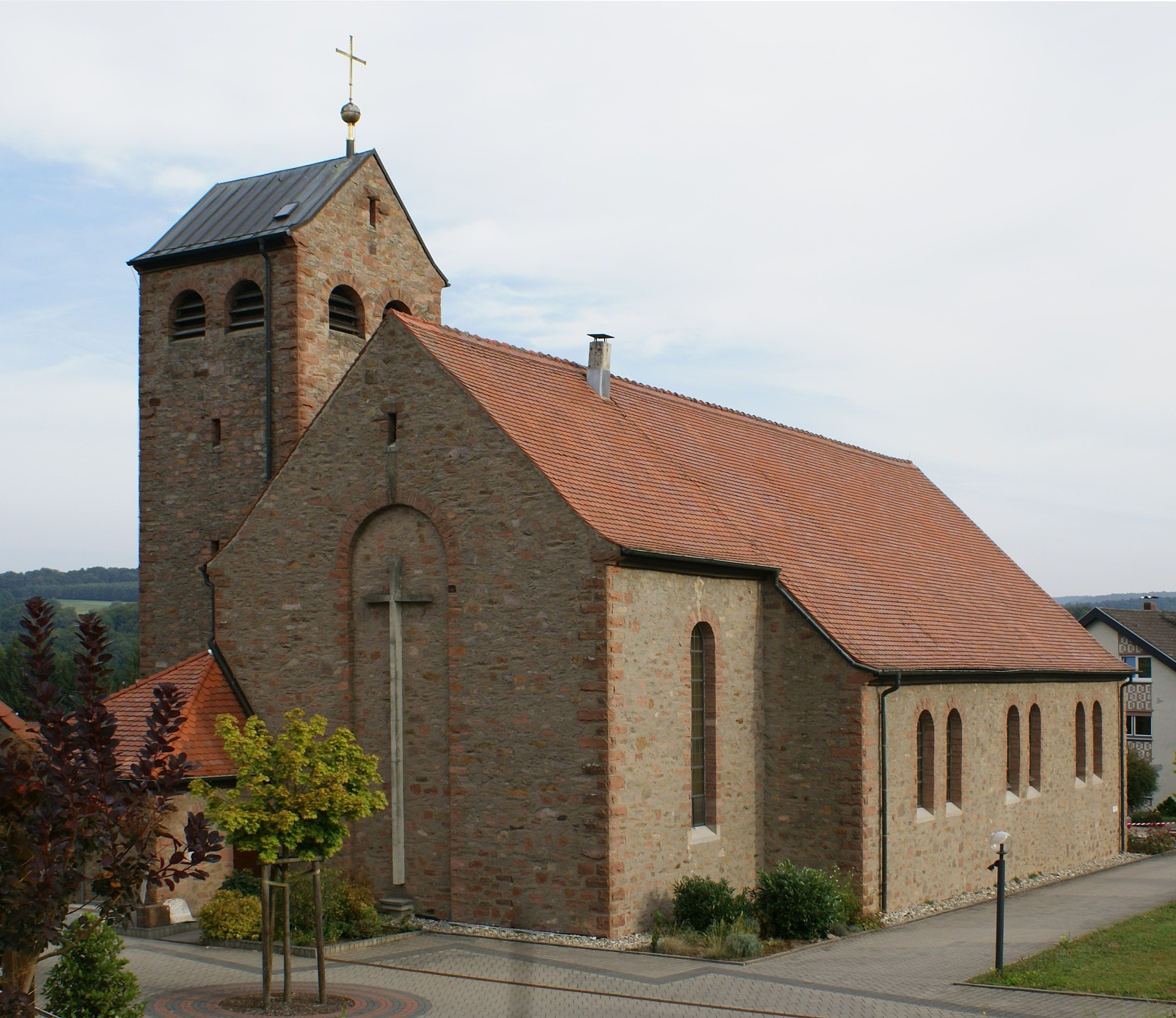
Katholische Kirche Herz Mariä in Schneppenbach

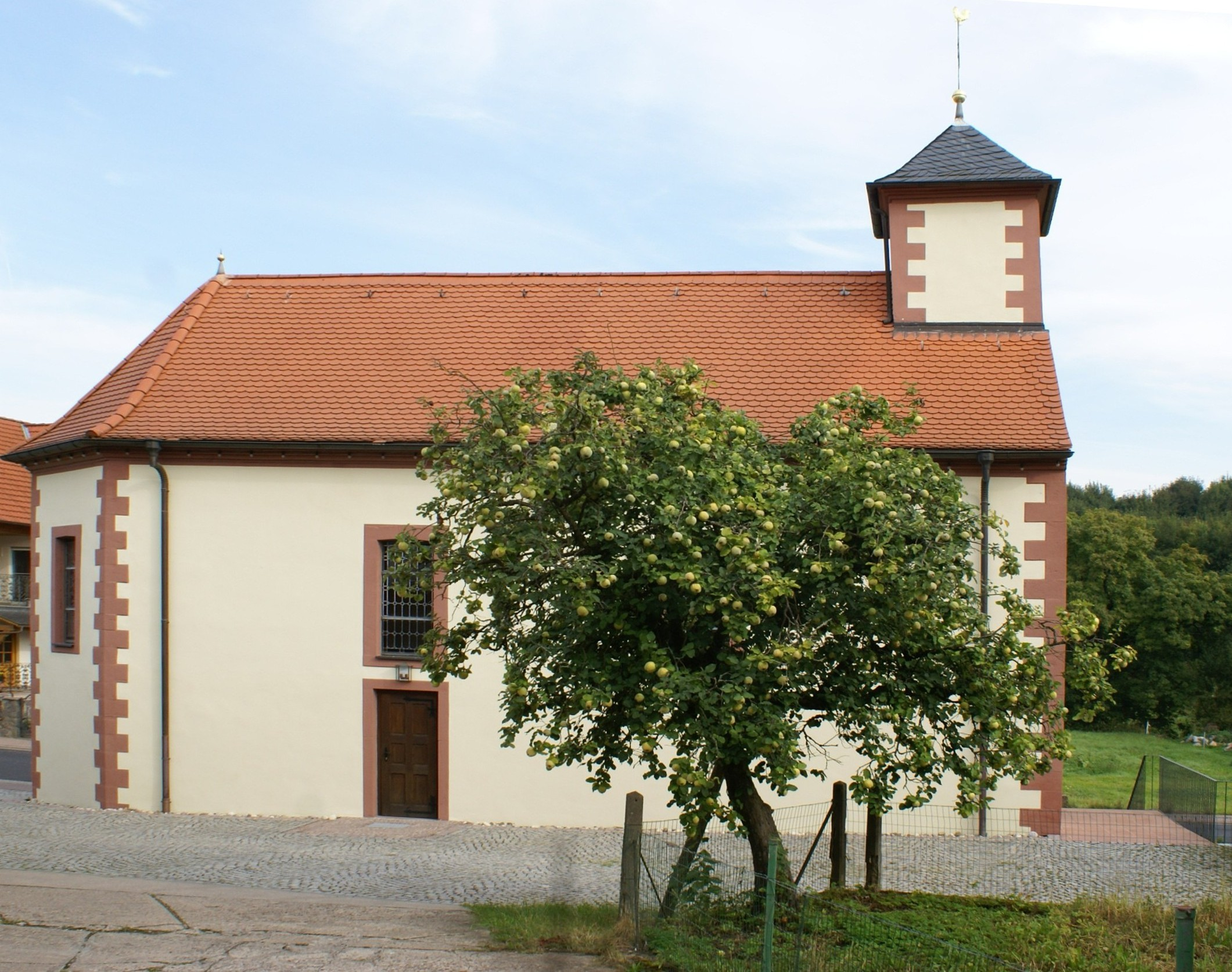
Kapelle St. Michael in Schneppenbach, Hauptstraße

Schneppenbach ist ein Gemeindeteil des Marktes Schöllkrippen im unterfränkischen Landkreis Aschaffenburg in Bayern.

## Geographie
Das Pfarrdorf Schneppenbach liegt im Kahlgrund am westlichen Rand des Spessarts an der Staatsstraße 2306 zwischen Schöllkrippen und Hofstädten. Der Ort liegt am gleichnamigen Schneppenbach. Der topographisch höchste Punkt der Dorfgemarkung befindet sich nördlich des Ortes mit 307 m ü. NHN (Lage), der niedrigste liegt am Westerbach auf 207 m ü. NHN (Lage). Durch Schneppenbach führte bis 2019 der Fränkische Marienweg.

### Nachbargemarkungen
Folgende Gemarkungen grenzen an das Ortsgebiet von Schneppenbach:
| Hofstädten |                                             | Unterwestern  |
| Krombach   | Kompassrose, die auf Nachbargemeinden zeigt |               |
|            |                                             | Schöllkrippen |

## Name
Der Name Schneppenbach leitet sich von dem gleichnamigen Bach Schneppenbach ab, welcher dem Westerbach im Ortsgebiet zufließt. Im Kahlgründer Dialekt wird der Ort „Schnebbmich“ genannt.

## Geschichte
Das Dorf hatte im Jahr 2009 etwa 1150 Einwohner und hat eine wechselvolle Geschichte erlebt. Die Hauptverkehrsstraße St 2306, die durch das Dorf führt, bringt eine erhebliche Verkehrsbelastung mit sich. Im Jahr 2019 waren es mehr als 7000 Fahrzeuge, die die Straße durch den Ort passierten, darunter viele Lastkraftwagen, da die Straße über Geiselbach nach Gelnhausen zur Autobahn führt. Mit dem großen und umstrittenen Ausbau der Staatsstraße zwischen Mömbris-Niedersteinbach und Alzenau-Michelbach wird eine weiter zunehmende Verkehrsbelastung erwartet. 
Schneppenbach ist ein Naherholungsort im Spessart. Um 1900 waren dort die Zigarrenherstellung in Fabriken und später in Heimarbeit sowie die Perlenstickerei der einzige Zuerwerb der vornehmlich von Landwirtschaft geprägten Gegend. Von Hungersnot geplagt, gab es im 18. Jahrhundert viele Auswanderungen nach Ungarn und Amerika.
Der hausgemachte Apfelwein, ein regionales alkoholisches Getränk des Kahlgrundes, das in den Gaststätten noch ausgeschenkt wird, und der selbst hergestellte „Handkäse mit Musik“, der eigentlich als Nationalgericht der Hessen gilt, haben hier in Bayern ihren Ursprung. Die Gegend gehörte einst zu Kurmainz und ab 1814 zu Bayern.
Die Gemeinde Schneppenbach gehörte zum Bezirksamt Alzenau, das am 1. Juli 1862 gebildet wurde. Dieses wurde am 1. Januar 1939 der Landkreis Alzenau in Unterfranken (Kfz-Kennzeichen ALZ). Mit Auflösung des Landkreises Alzenau im Jahre 1972 wurde Schneppenbach in den neu gebildeten Landkreis Aschaffenburg (Kfz-Kennzeichen AB) aufgenommen. Am 1. Januar 1972 wurde im Zuge der Gebietsreform in Bayern nach Schöllkrippen eingemeindet.

## Sehenswürdigkeiten

### Bauwerke
Die katholische Pfarrkirche Herz Mariä wurde zwischen 1949 (Grundsteinlegung am 19. Juni) und 1952 (Weihung am 11. und 12. Mai) erbaut.  Im Jahre 2012 wurde die Kirche in Eigenleistung der Pfarrgemeinde komplett renoviert. Die Arbeiten begannen im Mai 2012 und enthielten den Neubau von Treppenanlagen, das Verlegen neuer Fliesen, das Streichen des gesamten Gebäudes sowie ein aufwendig gestaltetes neues Altarbild. Die Kirche wurde barrierefrei und eine Induktionsschleife sorgt auch für Hörgerätetragende für ein gutes akustisches Verständnis. Die alten Kirchenbänke wurden gegen neue ausgetauscht. Auch ein neuer Ambo sowie ein neuer Altar wurden angeschafft. Höhepunkt und endgültiger Abschluss der Renovierungsarbeiten war die Einweihung des neuen Altars am 15. Dezember 2012 durch Weihbischof em. Helmut Bauer.
Die Kapelle Sankt Michael ist im Besitz der Gemeinde Schöllkrippen und ein Schmuckstück an der Hauptstraße in Schneppenbach. Sie dient nur noch zu bestimmten Anlässen als christliches Gotteshaus.

### Natur
- Die Große Linde in der Bergstraße ist ein raumprägender Solitärbaum. Sie wurde als „Hitler-Linde“ (vgl. Hitler-Eiche) zur Zeit des Nationalsozialismus zu Ehren von Adolf Hitler gepflanzt.[12]
- Der Ursprung der Großen Eiche im Kirchpfad ist nicht bekannt. Es ist ein sehr alter Baum, der eine große Bekanntheit im Ort genießt.[13]

#### Gewässer
- Nicht nur namengebend, sondern auch für das Ortsbild prägend ist der Schneppenbach, der von Hofstädten kommend am Ortsrand durch das Tal fließt. Das Gewässer ist im Ortsgebiet teilweise aufgrund von Einzäunungen schwer zugänglich. In der Vergangenheit trat dieses Gewässer des Öfteren über die Ufer und setzte Keller unter Wasser.
- Der deutlich kürzere und kleinere Rohrgrundbach kommt aus dem Rohrgrund und mündet im Ort in den Schneppenbach. Dieses kleine Gewässer ist berüchtigt, bei Starkregenereignissen und Schneeschmelzen über die Ufer zu treten und einige Häuser von Anwohnern zu überfluten.[14][15]
- Das dritte kleine Fließgewässer, welches sich wie der Rohrgrundbach aus der Flur seinen Weg ins Schneppenbachtal bahnt, ist der Weizenbach. Dieser ist eher unscheinbar und läuft, wenn er über die Ufer tritt, über Wiese, Straße und Fahrradweg in den Schneppenbach, da dort noch etwas mehr Raum zur Verfügung steht.

## Vereinsleben

### Sportverein
Die Wurzeln des Sportverein SV Schneppenbach-Hofstädten 1945 e. V. liegen bereits in den 1930er Jahren. In den Jahren vor dem Zweiten Weltkrieg wurde bereits Fußball gespielt. Nach Beendigung des Krieges kam es zur Vereinsgründung und der Verein hieß zunächst SV Schneppenbach 1945 e. V. Nachdem der Spielbetrieb am 8. Januar 1946 aufgenommen worden war, wurde der Verein im Jahr 1950 ins Vereinsregister aufgenommen. Seit 2009 trägt der Verein den Namen SV Schneppenbach-Hofstädten 1945 e. V., was in einer außerordentlichen Mitgliederversammlung einstimmig beschlossen wurde.

### Musikverein
Der Musikverein Schneppenbach 1976 e. V. wurde von Gerhart Rothenbücher maßgeblich gegründet. Die offizielle Eintragung ins Vereinsregister erfolgte im Jahr 1980. Da es auf Dauer nicht möglich war in der Gaststätte Ziegler zu proben, wurde 1985 das Musikerheim gebaut, welches seither Vereinsheim der Freiwilligen Feuerwehr Schneppenbach und des Musikvereins Schneppenbach 1976 e. V. ist.

## Gewerbe

### Kelterei Rothenbücher
Die Kelterei Rothenbücher ist die größte Kelterei der Region und wurde im Jahre 1930 vom Landwirt Adolf Rothenbücher gegründet. Da das Geschäft mit Apfelwein mehr Gewinn einbrachte als die Landwirtschaft, entwickelte Rothenbücher die Technik immer weiter. Auch sein Sohn Erich führte die Geschäfte weiter und sorgte dafür, dass das Unternehmen überregional bekannt wurde. In dritter Generation verkaufte Walter Rothenbücher im Jahre 2012 die Firma an Christian Stenger aus Hösbach. Christian Stenger wurde im Jahre 2018 durch seinen Vater, welchem bis dato das Unternehmen in Hösbach gehörte, zum Geschäftsführer der Kelterei Stenger ernannt. In diesem Zuge fusionierte er das Schneppenbacher Unternehmen mit dem Hösbacher und produziert seither alle Produkte unter der Dachmarke KelterereiManufaktur Rothenbücher.
Die derzeit in Hösbach angesiedelte Kelterei Stenger GmbH ist eine andere, große Kelterei und nicht Teil der Dachmarke Kelterei Manufaktur Rothenbücher.

### Möbelzentrum-Spessart
Die Geschichte des Unternehmens reicht bis in das Jahr 1930 auf die Gründung einer Schreinerei von Karl Börner zurück. Später wurde ein Möbelhandel unter dem Namen Möbel-Börner eröffnet. 1959 übernahm Börners Schwiegersohn Clemens Schmidmeier das Unternehmen. Ab 1973 besitzt das Einrichtungshaus, das nun Möbel – Einkauf – Zentrum Spessart hieß, die größte Schaufensterzahl Europas. Seit dem Jahr 1979 trägt das Unternehmen den Namen Möbelzentrum-Spessart. Im Jahr 1995 eröffnete die Küchenwelt Schmidmeier. Heute ist das Unternehmen der größte Arbeitgeber im Ort.

### Reuter Technologie GmbH
Die Firma Reuter Technologie ist in der Metallindustrie weltweit ein Begriff. In der Schneppenbacher Firma werden neben feinwerkmechanischen Arbeiten unter anderem Metallteile in einem sogenannten Ultrahochvakuum verlötet.

### Weitere Gewerbe in Schneppenbach
- Ortsansässige Goldschmiede, die nicht nur Gold, sondern auch Mineralien zu Schmuck verarbeitet.